# Territorio di Herța

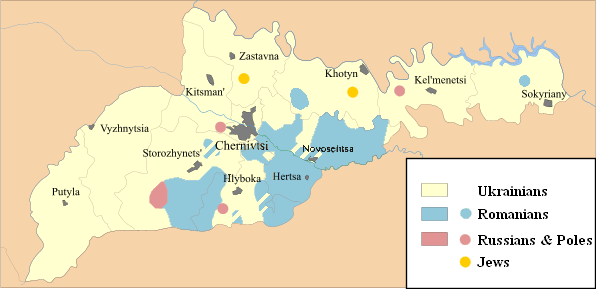
Suddivisione etnica dell'oblast' di Černivci

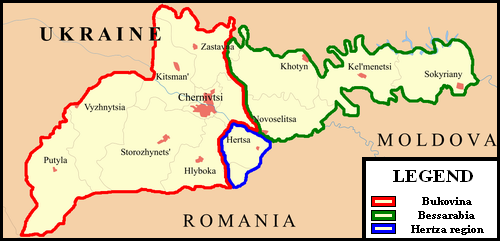
Regioni storiche nell'oblast' di Černivci, il Territorio di Herța è in blu

Il territorio di Herța o anche Hertza (in rumeno: Ținutul Herța) è una sub-regione dell'Ucraina, ma storicamente appartenuta alla Romania, corrispondente approssimativamente al vecchio rajon di Herța, facente parte dell'oblast' di Černivci.
In base al censimento ucraino del 2001, dei 32.000 abitanti più del 93% si dichiara di etnia rumena (91,5%) o moldava (2,3%) che è maggioranza in tutti i comuni e villaggi del raion eccetto Mamornița, situato a nord-ovest.

## Storia
Questo territorio, cuscinetto tra la Bucovina e la Bessarabia, è sempre stato legato al Principato di Moldavia e al Regno di Romania dopo la costituzione di quest'ultimo nel 1862 e non ha mai fatto parte dell'Impero russo. Fu occupato dalle truppe dell'Unione Sovietica nel 1940 per motivi di ordine strettamente strategico-militare nonostante questa cessione non fosse menzionata nel patto Ribbentrop-Molotov e non fosse richiesta nell'ultimatum inviato dal governo di Mosca alla Romania. La guarnigione romena che presidiava il territorio non aveva ricevuto da Bucarest l'ordine di ritirarsi entro i nuovi confini, ordine che era stato impartito invece alle truppe romene presenti in Bucovina e in Bessarabia. Fu aggredita di sorpresa e annientata dall'Armata Rossa. Quasi tutti i militari romeni caddero in combattimento o furono passati per le armi dopo la resa. Nel 1947 il territorio fu assegnato all'Unione Sovietica e dal 1991 appartiene all'Ucraina. 
A seguito del trattato d'amicizia tra Ucraina e Romania firmato nel 1997, precondizione per l'appartenenza alla NATO e per una prospettata adesione romena alla Unione europea (UE), il governo di Bucarest rinunciò a malincuore ad ogni contenzioso territoriale (riguardante non solo questo territorio, ma anche il delta del Danubio e l'Isola dei Serpenti, l'unica isola in mare aperto appartenuta alla Romania). La rinuncia del governo di Bucarest è stata contestata ancora nel 2007 sia da parte di gruppi irredentisti rumeni che da parte di popolazioni di etnia rumeno/moldava che vivono in Ucraina.